# Verkehrsgemeinschaft des Landkreises Greiz
Die Verkehrsgemeinschaft des Landkreises Greiz (VGLG) umfasst den Busverkehr im Landkreis Greiz. Zwischen den beteiligten Unternehmen gilt ein einheitlicher Tarif mit gegenseitiger Anerkennung der Tickets. Auf einigen Linien erfolgt auch der Verkauf bzw. die Anerkennung von Tickets anderer Verkehrsverbünde.
Die meisten Linien der Verkehrsgemeinschaft verkehren in Takten mit Anschlüssen zum Bahnverkehr. Letzterer ist im Gemeinschaftstarif jedoch nicht eingebunden. Einige Linien der Verkehrsgemeinschaft verkehren als PlusBus.

## Verbundunternehmen
- PRG Personen- und Reiseverkehr Greiz, Greiz
- RVG Regionalverkehr Gera/Land, Gera
- Omnibusbetrieb Hartmut Piehler, Seelingstädt
- Omnibusbetrieb Günter Herzum, Korbußen

## Linienverzeichnis
Stand 19. Februar 2025
| Linie | Zuordnung               | Betreiber        | Strecke                                                          |
| ----- | ----------------------- | ---------------- | ---------------------------------------------------------------- |
| 1     | Stadtverkehr Greiz      | PRG Greiz        | Schönfeld – Greiz – Dölau – Elsterberg                           |
| 2     | Regionalverkehr         | PRG Greiz        | Greiz – Tremnitz – Elsterberg – Cossengrün / Bernsgrün           |
| 3     | Stadtverkehr Greiz      | PRG Greiz        | Greiz – Kurtschau – Silberloch – Gommla                          |
| 5     | Stadtverkehr Greiz      | PRG Greiz        | Greiz – Irchwitz – Waltersdorf – Schönfeld                       |
| 6     | Stadtverkehr Greiz      | PRG Greiz        | Greiz – Reißberg – Pohlitz – Greiz                               |
| 7     | Stadtverkehr Greiz      | PRG Greiz        | Greiz – Pohlitz – Herrenreuth – Waldhaus                         |
| 12    | Stadtverkehr Greiz      | PRG Greiz        | Greiz – Obergrochlitz – Moschwitz – Untergrochlitz – Greiz       |
| 13    | Stadtverkehr Greiz      | PRG Greiz        | Greiz – Laagweg                                                  |
| 18    | Regionalverkehr         | PRG Greiz        | Greiz – Raasdorf – Mohlsdorf – (Schönfeld –) Kahmer – Reudnitz   |
| 19    | Regionalverkehr         | PRG Greiz, RVW   | Greiz – Raasdorf – Reudnitz – Reuth – Fraureuth – Werdau         |
| 20    | Regionalverkehr         | PRG Greiz        | Greiz – Teichwolframsdorf – Seelingstädt                         |
| 21    | Regionalverkehr         | PRG Greiz        | Greiz – Waltersdorf – Berga                                      |
| 24    | Regionalverkehr         | PRG Greiz        | Greiz – Wellsdorf – Göttendorf – Zeulenroda                      |
| 25    | Regionalverkehr         | PRG Greiz        | Greiz – Langenwetzendorf – Zeulenroda                            |
| 26    | Regionalverkehr         | PRG Greiz        | Naitschau – Langenwetzendorf – Wildetaube                        |
| 27    | Regionalverkehr         | PRG Greiz        | Greiz – Wildetaube – Hohenölsen                                  |
| 28    | Regionalverkehr         | PRG Greiz        | Zeulenroda – Hohenleuben – Hohenölsen – Weida                    |
| 29    | Regionalverkehr         | PRG Greiz        | Weida – Gera                                                     |
| 30    | Stadtverkehr Zeulenroda | PRG Greiz        | Stadtverkehr Zeulenroda                                          |
| 34    | Regionalverkehr         | PRG Greiz        | Weida – Steinsdorf – Hohenölsen / Staitz – Zeulenroda            |
| 35    | Regionalverkehr         | PRG Greiz        | Zeulenroda – Pahren – Förthen / Stelzendorf – Zeulenroda         |
| 36    | Regionalverkehr         | PRG Greiz        | Zeulenroda – Pöllwitz – Pausa – Bernsgrün – Arnsgrün – Dobia     |
| 40    | Regionalverkehr         | PRG Greiz        | Zeulenroda – Auma – Triptis                                      |
| 45    | Regionalverkehr         | PRG Greiz        | Zeulenroda – Merkendorf – Stelzendorf – Auma – Staitz            |
| 81    | Regionalverkehr         | PRG Greiz        | Greiz – Friesen – Reichenbach (PlusBus)                          |
| 200   | Regionalverkehr         | RVG Gera         | Gera – Lindenkreuz/Schöna – Münchenbernsdorf                     |
| 201   | Regionalverkehr         | RVG Gera         | Münchenbernsdorf – Hermsdorf                                     |
| 203   | Regionalverkehr         | RVG Gera         | Gera – Bad Köstritz – Crossen – Eisenberg (tlw. PlusBus)         |
| 204   | Regionalverkehr         | RVG Gera         | Gera – Bad Köstritz – Bad Klosterlausnitz – Hermsdorf            |
| 205   | Regionalverkehr         | RVG Gera         | Gera / Bad Köstritz – Rüdersdorf – Harpersdorf / Gera            |
| 208   | Regionalverkehr         | RVG Gera         | Gera – Pölzig – Hermsdorf                                        |
| 211   | Regionalverkehr         | OB Herzum        | Gera – Ronneburg – Reichstädt – Großbraunshain – Beiersdorf      |
| 212   | Regionalverkehr         | OB Piehler       | Gera – Ronneburg – Seelingstädt – Friedmannsdorf                 |
| 213   | Regionalverkehr         | OB Piehler       | Gera – Ronneburg – Seelingstädt – Werdau – Zwickau               |
| 218   | Regionalverkehr         | PRG Greiz        | Weida – Berga – Wolfersdorf – Großkundorf – Berga / Seelingstädt |
| 219   | Regionalverkehr         | RVG Gera         | Gera – Wünschendorf / Linda – Wolfersdorf                        |
| 220   | Regionalverkehr         | RVG Gera         | Gera / Weida – Seifersdorf – Weida / Gera                        |
| 222   | Regionalverkehr         | RVG Gera         | Gera – Töppeln – Harpersdorf – Kraftsdorf – Hermsdorf            |
| 223   | Regionalverkehr         | OB Herzum        | Gera – Kauern – Ronneburg                                        |
| 225   | Regionalverkehr         | RVG Gera         | Weida – Niederpöllnitz – Münchenbernsdorf                        |
| 226   | Regionalverkehr         | RVG Gera         | Weida – Wünschendorf                                             |
| 227   | Regionalverkehr         | RVG Gera         | Weida – Frießnitz – Niederpöllnitz – Auma                        |
| 229   | Stadtverkehr Gera       | RVG Gera         | Gera – Langenberg – Wernsdorf / Kleinaga – Hermsdorf             |
| 233   | Regionalverkehr         | RVG Gera         | Gera – Großbocka – Münchenbernsdorf                              |
| 251   | Schülerverkehr          | RVG Gera         | Bad Köstritz – Crossen                                           |
| 353   | Regionalverkehr         | RVG Gera, THÜSAC | Gera – Ronneburg – Beerwalde – Schmölln                          |

## Tarif

### Regionaltarif
Seit dem 1. Mai 2021 gilt in der Verkehrsgemeinschaft ein Zonentarif, bei dem das gesamte Verbundgebiet in Waben eingeteilt ist. Der Fahrpreis berechnet sich aus den vom Start zum Ziel durchfahrenen Zonen. Zwischen Start und Ziel kann umgestiegen werden, Einzelfahrscheine haben eine zeitlich befristete Gültigkeit von 1 bis 3 Stunden, je nach Preisstufe. 
Bis 2021 kam ein Kilometertarif zur Anwendung.

### Stadttarif
In den Städten Greiz, Zeulenroda und Weida gelten eigenständige Stadttarife. Dieses Tarifgebiet ist jedoch nicht deckungsgleich mit den Stadtgebieten. In Greiz beschränkt sich der Tarif auf das Stadtgebiet ohne die Eingemeindungen seit 2012 sowie Mohlsdorf, bei Zeulenroda auf die Innenstadt sowie Langenwolschendorf und in Weida nur auf die Innenstadt.
Innerhalb des Geltungsbereichs des Stadttarifs wird dieser auch bei den Linien des Regionalverkehrs angewendet. Die Tarifzonen des Regionalverkehrs haben dabei keine Bedeutung.

### Anerkannte weitere Tarife
| Abschnitt                   | Linien                      | Art                        | Kooperationspartner                   |
| --------------------------- | --------------------------- | -------------------------- | ------------------------------------- |
| Stadtgebiet Gera            | 29, 203, 204, 208, 220, 229 | Verkauf und Anerkennung    | Verkehrsverbund Mittelthüringen (VMT) |
| Eisenberg – Silbitz         | 203                         | Verkauf und Anerkennung    | Verkehrsverbund Mittelthüringen (VMT) |
| Gera – Ronneburg            | 211, 212, 213               | Anerkennung                | Tarif der THÜSAC                      |
| Pausa – Zeulenroda          | 36                          | Anerkennung Schülertickets | Verkehrsverbund Vogtland (VVV)        |
| Stadtgebiet Reichenbach     | 81                          | Verkauf und Anerkennung    | Verkehrsverbund Vogtland (VVV)        |
| Fraureuth – Werdau          | 19                          | Verkauf und Anerkennung    | Verkehrsverbund Mittelsachsen (VMS)   |
| Trünzig                     | 20                          | Anerkennung                | Verkehrsverbund Mittelsachsen (VMS)   |
| Niederalbertsdorf – Zwickau | 213                         | Anerkennung                | Verkehrsverbund Mittelsachsen (VMS)   |

### Fahrradmitnahme
Für die Mitnahme eines Fahrrads ist ein „Fahrradtageskarte“ der Verkehrsgemeinschaft erforderlich.